# クロフェキサミド
クロフェキサミド(Clofexamide)またはアミクロフェン(amichlophene)は、抗うつ薬であり、非ステロイド性抗炎症薬フェニルブタゾンとともに複合薬剤クロフェゾンを構成する。クロフェゾンは、関節や筋肉の痛みに対する治療に用いられるが、今は市販されていない。